# Virginia Slims of Dallas 1986
Il Virginia Slims of Dallas 1986 è stato un torneo di tennis giocato sul sintetico indoor. È stata la 16ª edizione del torneo, che fa parte del Virginia Slims World Championship Series 1986. Si è giocato al Moody Coliseum di Dallas negli USA dal 10 al 16 marzo 1986.

## Campionesse

### Singolare
Martina Navrátilová ha battuto in finale  Chris Evert-Lloyd con il punteggio di 6–2, 6–1

### Doppio
Claudia Kohde Kilsch /  Helena Suková hanno battuto in finale  Hana Mandlíková /  Wendy Turnbull con il punteggio di 4–6, 7–5, 6–4